# Vitstrupig spadnäbb
Vitstrupig spadnäbb (Platyrinchus mystaceus) är en fågel i familjen tyranner inom ordningen tättingar.

## Utseende och läte
Vitstrupig spadnäbb är en mycket liten tätting med kort stjärt. Ovansidan är brun och undersidan ljus. På huvudet har den ett svart mönster på kinden och ett gult hjässband, det senare dock svårt att se. Könen är lika. Bland lätena hörs ett enstaka gnisslande ljud och en stigande drill.

## Utbredning och systematik
Vitstrupig spadnäbb delas in i två grupper av 14 underarter med följande utbredning:
- albogularis-gruppen
  - Platyrinchus mystaceus neglectus – östra Costa Rica till östra Colombia och nordvästligaste Venezuela
  - Platyrinchus mystaceus perijanus – subtropiska Sierra de Perija (gränsen mellan Colombia och Venezuela)
  - Platyrinchus mystaceus albogularis – Colombia (västra Anderna och Cauca) till västra Ecuador
  - Platyrinchus mystaceus zamorae – Anderna i östra Ecuador samt norra och centrala Peru (i söder åtminstone till Junín)
  - Platyrinchus mystaceus partridgei – Andernas östsluttning i sydöstra Peru (i norr åtminstone till Cuzco) och Bolivia (i söder till västra Santa Cruz)
- mystaceus-gruppen 
  - Platyrinchus mystaceus insularis – norra Venezuela, Trinidad och Tobago
  - Platyrinchus mystaceus imatacae – södra Venezuela (Sierra de Imataca i Bolívar)
  - Platyrinchus mystaceus ventralis – södra Venezuela (Cerro de la Neblina) och angränsande Brasilien
  - Platyrinchus mystaceus duidae – tepuis i sydöstra Venezuela och angränsande norra Brasilien
  - Platyrinchus mystaceus ptaritepui – tepuis i sydöstra Venezuela (sydöstra Bolívar)
  - Platyrinchus mystaceus mystaceus – sydöstra Brasilien till östra Paraguay och nordöstra Argentina
  - Platyrinchus mystaceus bifasciatus – södra Brasilien (centrala Mato Grosso till centrala Goiás)
  - Platyrinchus mystaceus cancromus – östra Brasilien (Maranhão till Ceará, norra Bahia och östra Paraná)
  - Platyrinchus mystaceus niveigularis – kustnära nordöstra Brasilien (Paraíba till Alagoas)

Sedan 2016 urskiljer Birdlife International albogularis-gruppen som den egna arten "västlig vitstrupig spadnäbb"

### Familjetillhörighet
Spadnäbbarna placeras vanligen i familjen tyranner. DNA-studier visar dock att Tyrannidae består av fem klader som skildes åt redan under oligocen,, varför vissa auktoriteter behandlar dem som egna familjer. Spadnäbbarna förs då till Platyrinchidae tillsammans med manakintyrann och kungsfågeltyrann ingår.

## Levnadssätt
Vitstrupig spadnäbb hittas i undervegetation i skog. Den ses enstaka eller i par och undgår lätt upptäckt.

## Status
IUCN bedömer hotstatus för underartsgrupperna (eller arterna) var för dig, båda som livskraftiga.

## Bilder

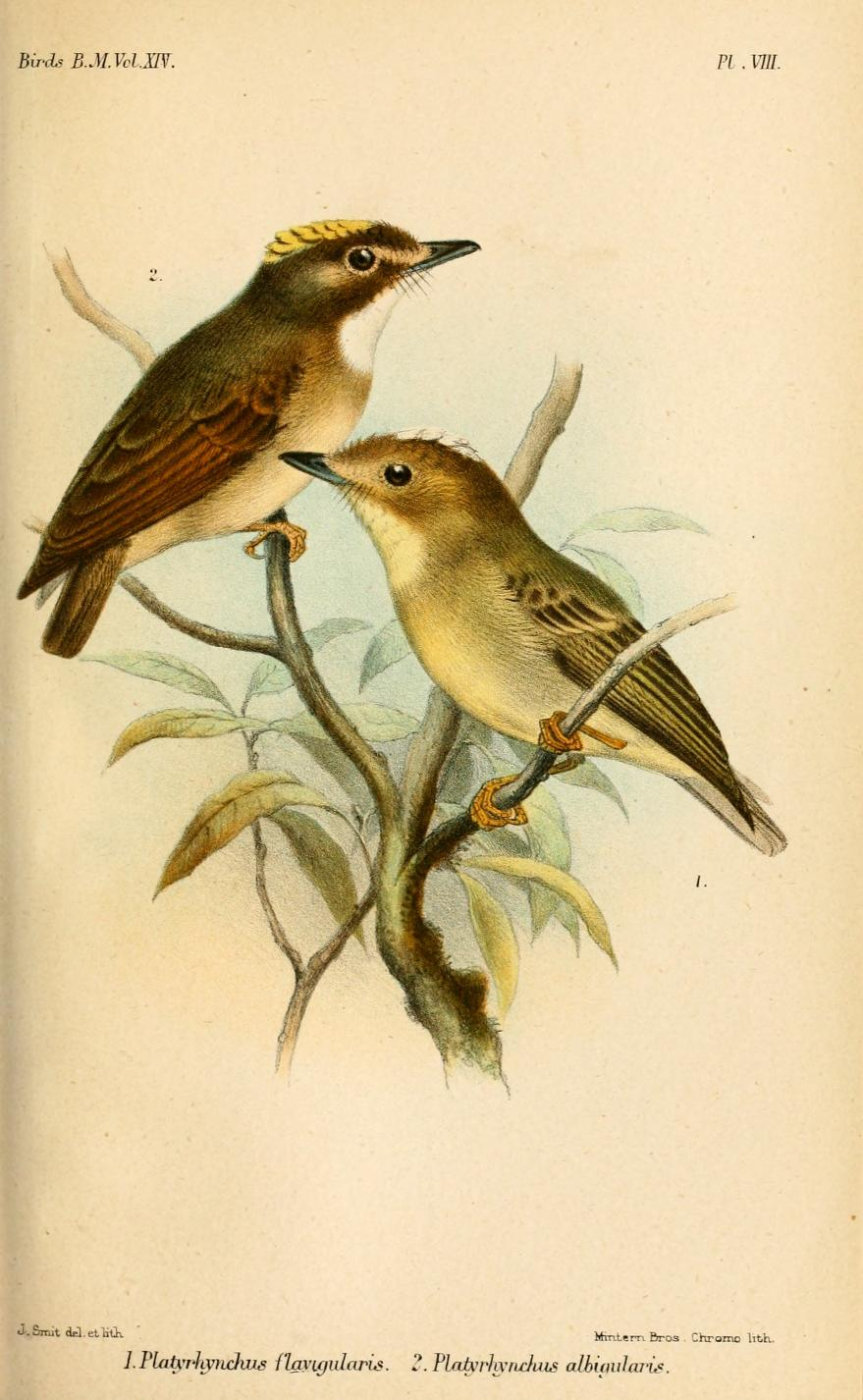
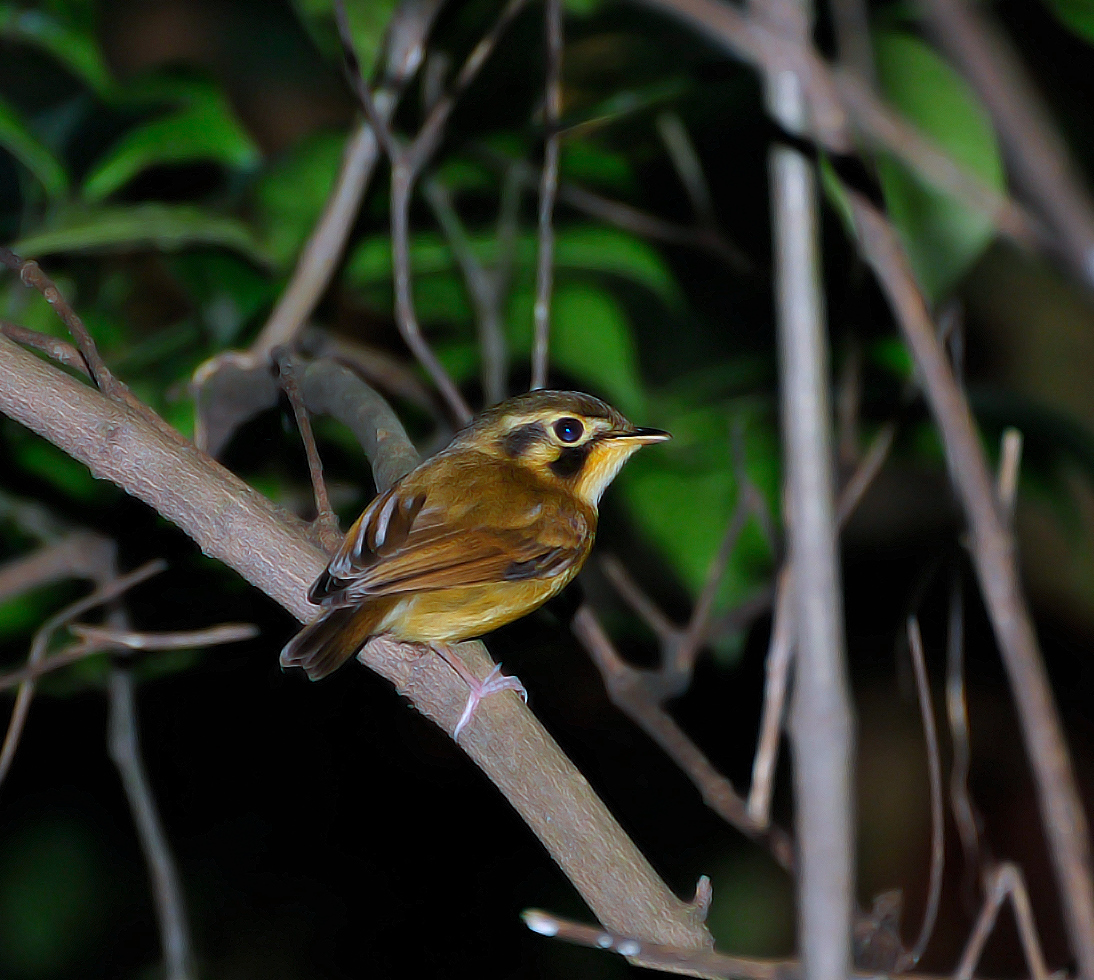